# Musikåret 1910

## Händelser
- 12 oktober – Den blivande revykungen Ernst Rolf gör sina första skivinspelningar.[1] Totalt kommer han under sin karriär att göra 851 stycken.
- 10 december – Puccinis opera Flickan från Vilda Västern uruppförs på Metropolitan Opera i New York med Emmy Destinn och Enrico Caruso i huvudrollerna.
- okänt datum – Utgivningen av helt enkelsida skivor upphör.[2]
- okänt datum – Tyska skivmärket "Parlophon" inregisteras i Sverige.[3]

## Födda
- 23 januari – Django Reinhardt, belgisk-fransk jazzgitarrist.
- 16 februari – Börje Larsson, svensk regissör, manusförfattare, sångtextförfattare och skådespelare.
- 19 februari – Sten Frykberg, svensk dirigent och kompositör.
- 6 mars – Arthur Österwall, svensk orkesterledare, kompositör, vokalist och musiker (kontrabas).
- 9 mars – Samuel Barber, amerikansk tonsättare.
- 20 mars – Greta Bjerke, svensk sångare och skådespelare.
- 26 april – Erland von Koch, svensk tonsättare.
- 12 maj – Giulietta Simionato, italiensk mezzosopran
- 19 maj – Helge Hagerman, svensk skådespelare, vissångare, regissör, och producent.
- 23 maj – Artie Shaw, amerikansk klarinettist och orkesterledare.
- 1 juni – Leonard Landgren, svensk kompositör, musiker (trumpet, piano, dragspel) och kapellmästare.
- 14 juni – Harry Brandelius, svensk vis- och populärsångare.
- 15 juli – Ronald Binge, brittisk kompositör och textförfattare.
- 14 september – Lasse Dahlqvist, svensk kompositör, vissångare och skådespelare.
- 10 december – Tore Westlund, svensk musiker (klarinett och saxofon).
- 15 december – John H. Hammond, amerikansk musikproducent på skivbolaget CBS Records.
- 30 december – Paul Bowles, amerikansk tonsättare och författare.

## Avlidna
- 29 maj – Milij Balakirev, 73, rysk tonsättare.
- 21 juli – Johan Selmer, 66, norsk tonsättare.

### Fotnoter
1. ↑  ”78:or & film”. http://78-varv.atspace.cc/ernrol.htm. Läst 3 juni 2011.
2. ↑  ”78:or & film”. http://78-varv.atspace.cc/historia.htm. Läst 3 juni 2011.
3. ↑  ”78:or & film”. http://78-varv.atspace.cc/parlo2.htm. Läst 3 juni 2011.